# Великий Мерлин
«Вели́кий Ме́рлин» (англ. Merlin) — телевизионный мини-сериал 1998 года.

## Сюжет
Волшебный мир, где волшебники, маги, феи и драконы живут рядом с людьми, а волшебник Мерлин борется с коварной Мэб за похищенную огнедышащим драконом прекрасную Нимуэ.
Королева Мэб — повелительница волшебных существ: фей, эльфов, троллей и гномов. С усилением в Британии христианства, её власть ослабевает. Мэб решает вылепить для людей сильного лидера, наделённого магическими способностями, который вернёт народ к язычеству. Таким человеком должен был стать Мерлин.
Но в процессе обучения мальчик отказывается от своей миссии, объявляет Мэб своим врагом и клянётся использовать волшебство только для борьбы с королевой. Мэб постоянно устраивает провокации, которые должны привести Мерлина обратно к ней.
Среди заслуг волшебника — помощь войскам Утера Пендрагона в завоевании Британии, спасение возлюбленной от дракона, воспитание короля Артура и помощь в обустройстве Камелота.

## В ролях
| Актёр               | Роль                  |
| ------------------- | --------------------- |
| Сэм Нилл            | Мерлин                |
| Изабелла Росселлини | Нимуэ                 |
| Джон Гилгуд         | король Констант       |
| Рутгер Хауэр        | король Вортигерн      |
| Миранда Ричардсон   | Мэб / Владычица Озера |
| Хелена Бонэм Картер | Моргана Ле-Фей        |
| Мартин Шорт         | Фрик                  |
| Пол Керран          | Артур                 |
| Лена Хеди           | Гвиневра              |
| Джереми Шеффилд     | Ланселот              |
| Роберт Эдди         | сэр Гилберт           |

## Награды и премии
1999 — Номинации на премию Золотой Глобус в категориях:
- Лучшая актриса второго плана мини-сериала или телефильма — Хелена Бонэм Картер
- Лучший актёр мини-сериала или телефильма — Сэм Нил
- Лучшая актриса мини-сериала или телефильма — Миранда Ричардсон
- Лучший мини-сериал или телефильм

## Продолжение
В 2006 году состоялась премьера фильма Ученик Мерлина. В нём описываются события, происходящие после обустройства Камелота Мерлином и королём Артуром. Среди актёров, знакомых по оригинальному фильму, — Сэм Нилл, Миранда Ричардсон и Пол Керран.

## Критика
Фильм получил преимущественно положительные оценки критиков.
На сайте обзоров Rotten Tomatoes картина имеет рейтинг 82%, на основании 11 рецензий критиков, со средней оценкой 6,3 из 10.
На сайте Metacritic фильм набрал 57 баллов из 100, на основании 9 отзывов.